# Chloridea
Chloridea từng là một chi bướm đêm thuộc họ Noctuidae, hiện tại được coi là đồng nghĩa của Heliothis.